# Россоманди, Флорестано
Флорестано Россоманди (итал. Florestano Rossomandi; 22 августа 1857, Бовино — 19 января 1933, Неаполь) — итальянский пианист и музыкальный педагог.
Окончил неаполитанскую Консерваторию Сан-Пьетро-а-Майелла, ученик Беньямино Чези. Затем в 1889—1931 гг. преподавал там же фортепиано, среди его учеников Аттилио Бруньоли, Винченцо Скарамуцца, Ренато Фазано. Из сочинений Россоманди наибольшей известностью пользовались дидактические: восемь выпусков «Руководства по обучению технике игры на фортепиано» (итал. Guida per lo studio tecnico del pianoforte, в восьми выпусках) и хрестоматия (итал. Antologia didattica, с английским и испанским переводом). Выступал также как дирижёр — в частности, в 1896 г. в Бриндизи дирижировал «Пляской смерти» Камиля Сен-Санса в присутствии автора, отозвавшегося о Россоманди как о дирижёре «разумном и энергичном», а в 1900 г. в Неаполе дал концерт, целиком состоявший из произведений английских композиторов.
Имя Россоманди носит улица (итал. Via Florestano Rossomandi) в Неаполе. В городе Бовино с 1998 г. проводится конкурс пианистов его имени.